# ウィルソン (楽器メーカー)
ウィルソン（Willson）はスイスの金管楽器メーカーである。

## 歴史
1950年創業。ウィリー・クラートがスイス北東のフルム市で楽器製造を始めた。
現在もスイスで製造されている。ウィルソンの年間生産量の95%が上級者向けハンドメイドモデルであり、日本のみならず世界中のプレーヤーに愛用されている。 伝統と最先端の技術を融合し、世界最高と言われている。長年培ったノウハウがどのモデルにも受け継がれている。熟練した職人の手によってのみ生産されている。